# NKOTBSB (альбом)
NKOTBSB — совместный студийный альбом, выпущенный американскими коллективами Backstreet Boys и New Kids on the Block 24 мая 2011 года. Диск включает в себя пять хитов от каждой группы и три совместные песни. Выпуск альбома был приурочен к началу совместного тура коллективов.

## Об альбоме
Летом 2010 года на концерте в Нью-Йорке, бывшего частью тура New Kids on the Block, Backstreet Boys присоединились к коллегам для исполнения песни «I Want It That Way». После выступления среди поклонников и в прессе стали распространяться слухи о совместном туре двух коллективов. Официально тур был подтверждён в совместном интервью двух групп в радиошоу Райана Сикреста 8 ноября 2010 года. Коллективы образовали супергруппу под названием NKOTBSB, составленным из аббревиатур их названий.
В декабре 2011 года в круизе с группой Backstreet Boys публике был представлен отрывок песни, исполненной NKOTBSB. Позже группы признались, что могут записать вместе ещё «пару песен».
В марте 2011 года NKOTBSB дали поклонникам возможность выбрать пять песен каждой группы, которые будут выпущены на совместном альбоме. Голосование длилось 10 дней и в нём участвовали поклонники из 52 стран мира. После обработки более 250 тысяч голосов был объявлен трек-лист альбома, который также содержит три новые песни: «All in My Head», «Don’t Turn Out the Lights» и попурри из песен обеих групп, похожее на их выступление на American Music Awards.

## Сингл
Премьера сингла «Don’t Turn Out the Lights» состоялась на шоу Райана Сикреста 5 апреля 2011 года. Сингл был выпущен в тот же день. Он занял 114 строчку в американском хит-параде.

## Список композиций

### Основная версия
| №   | Название                             | Автор(ы)                                      | Длительность |
| --- | ------------------------------------ | --------------------------------------------- | ------------ |
| 1.  | «Step By Step»                       | Морис Старр                                   | 3:59         |
| 2.  | «I Want It That Way»                 | Андреас Карлссон, Макс Мартин                 | 3:34         |
| 3.  | «You Got It (The Right Stuff)»       | Морис Старр                                   | 4:09         |
| 4.  | «Everybody (Backstreet’s Back)»      | Макс Мартин, Денниз Поп                       | 3:38         |
| 5.  | «Please Don't Go Girl»               | Морис Старр                                   | 4:13         |
| 6.  | «As Long as You Love Me»             | Макс Мартин                                   | 3:32         |
| 7.  | «Hangin' Tough»                      | Морис Старр                                   | 3:51         |
| 8.  | «Larger than Life»                   | Брайан Литтрелл, Кристиан Лундин, Макс Мартин | 3:53         |
| 9.  | «I'll Be Loving You (Forever)»       | Морис Старр                                   | 3:57         |
| 10. | «Quit Playing Games (With My Heart)» | Херберт Кричлоу, Макс Мартин                  | 3:52         |
| 11. | «All in My Head»                     | RedOne, Тедди Скай, Густав Эфраимссон         | 3:11         |
| 12. | «Don't Turn Out the Lights»          | Джесс Кейтс, Клод Келли                       | 3:31         |
| 13. | «NKOTBSB Mashup»                     |                                               |              |

### Подарочное издание
Подарочное издание будет выпущено параллельно основной версии альбома в США и Канаде. В неё будут дополнительно включены 10 видеоклипов на песни обеих групп, а также три видео, рассказывающих о записи сингла и подготовке к совместному туру.
| №   | Название                                      | Длительность |
| --- | --------------------------------------------- | ------------ |
| 14. | «Don't Turn Off the Lights Recording Session» |              |
| 15. | «NKOTBSB Tour Rehearsal»                      |              |
| 16. | «NKOTBSB Photo Shoot»                         |              |

## Хит-парады
| Страна                         | Высшая позиция | Примечание |
| ------------------------------ | -------------- | ---------- |
| США (Billboard 200)            | 7              | [ 9 ]      |
| США (Billboard Digital Albums) | 18             | [ 9 ]      |
| Канада (Canadian Albums Chart) | 6              | [ 9 ]      |